# Nicktoons (Централна Европа)
Nicktoons Централна и Източна Европа е канал, излъчващ анимационни програми. Фийдът на Nicktoons, за Централна и Източна Европа покрива територията на България, Унгария и Румъния, като стартира на 1 април 2019 г. Локализиран е на български език на 5 юни 2019 г.

## Предавания

### Текущи предавания
- Приключенията на Джими Неутрон
- АЛВИННН! и катеричоците
- Аватар: Повелителят на четирите стихии
- Хлебопатета
- Бънсен звяра
- Кръстници вълшебници
- Фенбой и Чам Чам
- Харви Клюн
- Кунг-фу панда: Легенди за страхотния боец
- Легендата за Кора
- Чудовища срещу извънземни (сериал)
- Пингвините от Мадагаскар
- Бесни зайци: Нашествие
- Дребосъчетата
- Санджей и Крейг
- Костенурките нинджа
- Пале боец
- Добре дошли в Уейн
- ТюнМарти
- Спондж Боб Квадратни гащи
- Мистикони
- Фермата на Отис
- Прасе Козел Банан Щурец
- Приключенията на опасното хлапе
- Хлебопатета
- Това е пони
- Поща Средновръх
- Лагер Корал: Младежките години на Спондж Боб
- Шоуто на Патрик Звездата
- Трансформърс: Земна искра
- Смърфовете
- Варварката и тролът

## Разпространение
- Полша 2018 г.
- Унгария 2019 г.
- Румъния 2019 г.
- България 2019 г.
- Чехия 2019 г.